# Given to Fly
Given to Fly is een nummer van de Amerikaanse rockband Pearl Jam uit 1998. Het is de eerste single van hun vijfde studioalbum Yield.
Het nummer werd in een aantal landen een hit. In de Amerikaanse Billboard Hot 100 bereikte het de 21e positie. In de Nederlandse Top 40 bereikte het nummer een bescheiden 25e positie, terwijl het nummer het in Vlaanderen met een 13e positie in de Tipparade moest doen.